# George Meyer-Goll
George Meyer-Goll (* 12. Januar 1949 in Nürnberg; † in der Nacht vom 8. April auf den 9. April 2023 in Berlin) war ein deutscher Schauspieler und Musiker.

## Leben
Von 1966 bis 1973 war er unter dem Namen Georg Meyer Mitglied der Rockband Ihre Kinder (Gesang, Querflöte, Geige). Von 1974 bis 1977 studierte er an der Otto-Falckenberg-Schule in München. Seither war er als Bühnen- und (TV-)Film-Schauspieler tätig.
Bei seinen Engagements an Schauspielhäusern wie Stuttgart, Bochum, Bonn, Frankfurt, Köln, München, Düsseldorf, Basel, Hamburg arbeitete er u. a. mit den Regisseuren Claus Peymann, Peter Eschberg, Fred Berndt, Peter Löscher, Karin Beier, Dimiter Gotscheff, Hansjörg Utzerath, Franz Wittenbrink und Ullrich Waller zusammen. Daneben war er an Fernsehproduktionen beteiligt.

## Filmografie (Auswahl)
- 1977: Tod oder Freiheit
- 1982: Marianne und Sophie
- 1982–1996: Schwarz Rot Gold (Fernsehserie)
- 1983: Schwarzfahrer
- 1983: Die Rückkehr der Träume
- 1986: Zápas Tygru
- 1994: Die Stadtindianer
- 1994: Florian III
- 1994: Ein Fall für Jean Abel – Rufmord
- 1997: SOKO 5113 – Karibische Träume (Fernsehserie)
- 1998: Nicht mit uns
- 1999: Tatort – Alp-Traum (Fernsehreihe)
- 2000: Wer Angst Wolf
- 2001: Tatort  – Bienzle und der Todesschrei
- 2003: Im Namen des Herrn
- 2008: Zur Sache, Lena!
- 2009: Hitler vor Gericht
- 2010: Der Gewaltfrieden (Rolle: Philipp Scheidemann)
- 2011: Konterrevolution – Der Kapp-Lüttwitz-Putsch 1920 (Rolle: Philipp Scheidemann)
- 2012: Die Reichsgründung (Rolle: Wilhelm Liebknecht)
- 2012: Die nervöse Großmacht (Rolle: Wilhelm Liebknecht)
- 2023: Tatort: Hochamt für Toni